# Доброгост Остророг-Львувський
Доброгост Скубела Остророг-Львувський гербу Наленч (пол. Dobrogost  Skubiela Ostroróg Lwowski; бл. 1435 — 1507/1508) — політичний та державний діяч часів Польського королівства.

## Життєпис
Походив з молодшої гілки польського магнатського роду Остророгів. Єдиний син Доброгоста Остророга, каштеляна каменського ігнезненського. Народився близько 1435 року. Здобув гарну домашню освіту. 1453 року разом зі стриєчним братом Яном поступив до Ерфуртського університету. 1455 року повернувся до Польщі.
Знаходився постійно під орудою батька. Після смерті останнього у 1479 році отримав староство остшешувське. 1483 року оженився, отримавши посаг у 1800 гривень.
1484 року на Люблінському сейму надано посаду каштеляна мендзижецького. 1493 року був депутатом сейму в Пйотрокуві. Згодом супроводжував короля Яна Ольбрахта до Великої Польщі. З 1496 року перейшов в опозицію до генерального старости великопольського Амброзія Памповського.
Наприкінці 1500 або на початку 1501 року отримав каліське каштелянство. 1501 року Остророгу було надано каштелянство Познані. Того ж року був присутнім на елекційному сеймі Олександра I. 1504 року обирається депутатом на сейм. В тому ж році представляв інтереси короля в Кракові. 1506 року був делегатом на елекційний сейм короля Сигізмунда I. Помер між лютим 1507 року та березнем 1508 року.

## Власність
Успадкував від батька містечка Львувек і Тшцель, с ела Плавно, Кодильніце, Раковне, Вежениця. 1482 року набув село Конін, 1489 року — Пакославію, 1491 року — Буковца, 1492 року — Глупонію. 1495 року взяв взаставу під міста Пневи.

## Родина
Дружина — Дорота
Діти:
- Ян (д/н—після 1502)
- Єжи (д/н—бл. 1541), головний поборца Великопольщі
- Станіслав (д/н—бл. 1560)
- Миколай (д/н—1526)
- Марцін (д\н—1538), каштелян ковальський
- Дорота, дружина старости всховського Мацея Горського
- Маргарита, дружина хорунжого каліського Миколая Клешевського
- Катерина, дружина Войцеха Яновського